# Keedy
Keedy (* 26. Juli 1965 als Kelly Ann Keedy in Abilene, Texas) ist eine US-amerikanische Tänzerin und Musikerin, die im Jahr 1991 mit dem Pop-Song "Save Some Love" ihren einzigen Hit hatte und somit ein klassisches "One-Hit-Wonder" darstellt. 

## Karriere
Keedys Debütalbum "Chase The Clouds" wurde 1991 veröffentlicht und erhielt durchweg gute Kritiken. Ihre erste Single "Save Some Love" war ein Top-20-Hit in den USA (Platz 15 in der KW 14/1991). Die zweite Single "Wishing on the Same Star" war weniger erfolgreich, was im Wesentlichen darauf zurückzuführen ist, dass seitens der Plattenfirma Arista keinerlei Promotion erfolgte. Nach einiger Zeit wurde das Projekt seitens der Plattenfirma ganz eingestellt und Keedy verließ Arista. 
Keedy ging zurück nach Wisconsin, wo sie auch weiterhin Musik machte. Mitte der 1990er Jahre schloss sie sich einer lokalen Coverband namens "The Orphans" an. Nachdem sie diese Band verlassen hatte, gründete Keedy mit ihrem Ehemann Royce Hall das Duo "The LuvByrds". Beide treten bis heute gemeinsam auf und veröffentlichen ihre Demos auf ihrer MySpace-Webseite.

## Diskografie

### Studioalben
- 1991: Chase the Clouds

### Singles
| Jahr | Titel Album                               | Höchstplatzierung, Gesamtwochen, AuszeichnungChartsChartplatzierungen (Jahr, Titel, Album, Platzierungen, Wochen, Auszeichnungen, Anmerkungen) | Anmerkungen                       |
| Jahr | Titel Album                               | US | Anmerkungen                       |
| ---- | ----------------------------------------- | --- | --------------------------------- |
| 1991 | Save Some Love Chase the Clouds           | US15 (15 Wo.)US | Erstveröffentlichung: März 1991   |
| 1991 | Wishing on the Same Star Chase the Clouds | US86 (4 Wo.)US | Erstveröffentlichung: August 1991 |

## Erwähnenswertes
- Der Song "Save Some Love" kommt im Kinofilm Entscheidung aus Liebe vor und wird auch in den Credits am Ende des Films aufgelistet, wurde aber nicht auf dem Soundtrack veröffentlicht.